# Hennomartinite
La hennomartinite è un minerale appartenente al gruppo della lawsonite.